# Купа на панаирните градове 1955-58
Първото издание на Купата на панаирните градове се провежда от 1955 до 1958 г. Турнирът започва с групова фаза, в която всеки отбор играе срещу другите клубове от своята група на разменено гостуване. За победа се дават две точки, а за равенство – една. Победителите от четирите групи се класират за полуфинала. Полуфиналите и финалът също се провеждат на разменено гостуване. При положение, че няма определен победител, се провежда и трета среща.
Въпреки че Купата на панаирните градове е заплануван като надпревара за сборни отбори на европейски панаирни градове, някои от тях записват клубни отбори. Един от тези клубни отбори, Барселона, печели финала срещу сборния отбор на Лондон.

## Групова фаза

### Група A
| Отбор         | М                           | П                           | Р                           | З                           | ВГ                          | ДГ                          | ГР                          | Т                           |
| ------------- | --------------------------- | --------------------------- | --------------------------- | --------------------------- | --------------------------- | --------------------------- | --------------------------- | --------------------------- |
| Барселона     | 2                           | 1                           | 1                           | 0                           | 7                           | 3                           | +4                          | 3                           |
| Копенхаген XI | 2                           | 0                           | 1                           | 1                           | 3                           | 7                           | –4                          | 1                           |
| Виена XI      | Виена се отказва от участие | Виена се отказва от участие | Виена се отказва от участие | Виена се отказва от участие | Виена се отказва от участие | Виена се отказва от участие | Виена се отказва от участие | Виена се отказва от участие |

|               | БАР | КОП | ВИЕ |
| ------------- | --- | --- | --- |
| Барселона     | –   | 6:2 | —   |
| Копенхаген XI | 1:1 | –   | —   |
| Виена XI      | —   | —   | –   |

### Група B
| Отбор          | М | П | Р | З | ВГ | ДГ | ГР | Т |
| -------------- | - | - | - | - | -- | -- | -- | - |
| Бирмингам Сити | 4 | 3 | 1 | 0 | 6  | 1  | +5 | 7 |
| Интер          | 4 | 2 | 1 | 1 | 6  | 2  | +4 | 5 |
| Загреб XI      | 4 | 0 | 0 | 4 | 0  | 9  | –9 | 0 |

|                | БС  | ИНТ | ЗГР |
| -------------- | --- | --- | --- |
| Бирмингам Сити | –   | 2:1 | 3:0 |
| Интер          | 0:0 | –   | 4:0 |
| Загреб XI      | 0:1 | 0:1 | –   |

### Група C
| Отбор      | М                           | П                           | Р                           | З                           | ВГ                          | ДГ                          | ГР                          | Т                           |
| ---------- | --------------------------- | --------------------------- | --------------------------- | --------------------------- | --------------------------- | --------------------------- | --------------------------- | --------------------------- |
| Лозана     | 2                           | 1                           | 0                           | 1                           | 10                          | 9                           | +1                          | 2                           |
| Лайпциг XI | 2                           | 1                           | 0                           | 1                           | 9                           | 10                          | –1                          | 2                           |
| Кьолн XI   | Кьолн се отказва от участие | Кьолн се отказва от участие | Кьолн се отказва от участие | Кьолн се отказва от участие | Кьолн се отказва от участие | Кьолн се отказва от участие | Кьолн се отказва от участие | Кьолн се отказва от участие |

|            | ЛОЗ | ЛПЦ | КЛН |
| ---------- | --- | --- | --- |
| Лозана     | –   | 7:3 | —   |
| Лайпциг XI | 6:3 | –   | —   |
| Кьолн XI   | —   | —   | –   |

### Група D
| Отбор        | М | П | Р | З | ВГ | ДГ | ГР | Т |
| ------------ | - | - | - | - | -- | -- | -- | - |
| Лондон XI    | 4 | 3 | 0 | 1 | 9  | 3  | +6 | 6 |
| Франкфурт XI | 4 | 2 | 0 | 2 | 10 | 10 | ±0 | 4 |
| Базел XI     | 4 | 1 | 0 | 3 | 7  | 13 | –6 | 2 |

|              | ЛНД | ФРФ | БАЗ |
| ------------ | --- | --- | --- |
| Лондон XI    | –   | 3:2 | 1:0 |
| Франкфурт XI | 1:0 | –   | 5:1 |
| Базел XI     | 0:5 | 6:2 | –   |

## Полуфинал
Първите срещи се състоят на 16 септември и 23 октомври, а реваншите са на 23 октомври и 13 ноември 1957 г.
|                | Общ резултат |           | 1-ви мач | 2-ри мач |
| -------------- | ------------ | --------- | -------- | -------- |
| Лозана         | 2:3          | Лондон XI | 2:1      | 0:2      |
| Бирмингам Сити | 4:4          | Барселона | 4:3      | 0:1      |

### Трета среща
Срещата се играе на 23 ноември 1957 г.
|                | Резултат |           |
| -------------- | -------- | --------- |
| Бирмингам Сити | 1:2      | Барселона |

## Финал

### Първа среща
| 5 март 1958 |

| Лондон XI                    | 2 – 2 | Барселона            |
| ---------------------------- | ----- | -------------------- |
| Грийвс 10' Лангли 88' (дуз.) |       | 7' Хусто 35' Еулогио |

| Стамфорд Бридж, Лондон 45 466 зрители Съдия: Алберт Душ |

### Втора среща
| 1 май 1958 |

| Барселона                                              | 6 – 0 | Лондон XI |
| ------------------------------------------------------ | ----- | --------- |
| Суарес 6', 8' Еулогио 43' Еваристо 52', 75' Вергес 63' |       |           |

| Камп Ноу, Барселона 70 000 зрители Съдия: Алберт Душ |

| Купа на панаирните градове 1955–1958 |
| ------------------------------------ |
| Испания                              |
| Барселона Първа титла                |